# William Walworth
William Walworth (muerto en 1385), fue alcalde de Londres. Proveniente de una familia de Durham, fue aprendiz de John Lovekyn, un miembro del Excelentísimo Gremio de los Pescadores, y sucedió a su maestro como concejal en 1368, convirtiéndose en sheriff en 1370 y alcalde en 1374.

## Alcalde de Londres
Se dice que ahogó la ciudad con la usura durante su mandato como alcalde. Su nombre con frecuencia figura entre los acreedores que financiaron préstamos a Ricardo II de Inglaterra. Anteriormente había apoyado al tío del mismo, y regente, Juan de Gante, I  duque de Lancaster, donde encontraba fuerte oposición.
William Walworth trabajó durante un tiempo en la Casa de Aduanas (Customs House) a las órdenes de Geoffrey Chaucer. En el libro de John Gardner La vida y obra de Chaucer Walworth es descrito como uno de un número de comerciantes importantes, todos amigos de Alice Perrers, quien utilizó su influencia con el rey (Ricardo II). El libro de Gardner cuenta que, de acuerdo a las quejas en la Cámara de los Comunes, este grupo conspiró para mantener el nivel de los precios de los alimentos, y prestó dinero al rey con intereses inflados, y a través de esta influencia personal y financiera persuadieron al rey para emitir edictos rentables para ellos mismos.

## Papel en la revolución de las campesinos ingleses

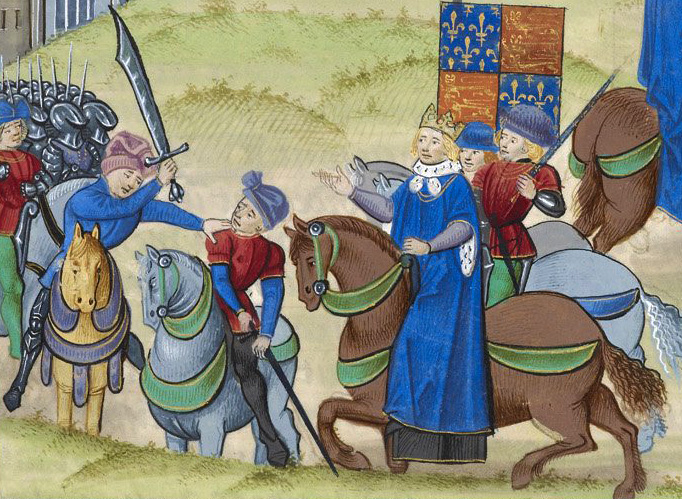
Representación de la muerte de Wat Tyler, a manos de William Walworth.

Su más famosa hazaña fue su encuentro con Wat Tyler durante la revuelta de los campesinos ingleses de 1381, en su segundo mandato como alcalde. En junio de ese año, cuando Tyler y sus seguidores entraron en el sur de Londres, Walworth defendió el Puente de Londres. Se encontraba con Ricardo II cuando se reunió con los insurgentes en Smithfield, y mató al líder rebelde, en circunstancias que no están claras. Planteó la guardia de la ciudad en defensa del rey, por la cual fue recompensado con el título de caballero y una pensión. Luego se desempeñó en dos comisiones para restaurar la paz en el condado de Kent.
Murió en 1385, y fue enterrado en la iglesia de St. Michael, Crooked Lane, de la que era un benefactor considerable. Sir William Walworth se convirtió en un héroe en los cuentos populares , y apareció en la publicación de [[Richard Johnson (siglo XVI)|Richard Johnson]], Nine Worthies of London (Nueve de la fama de Londres) en el año 1592.